# Druivenkoers 2023
La Druivenkoers 2023, sessantatreesima edizione della corsa e valida come prova dell'UCI Europe Tour 2023 categoria 1.1, si svolse il 19 agosto 2023 su un percorso di 185,6 km, con partenza e arrivo a Overijse, in Belgio. La vittoria fu appannaggio del belga Victor Campenaerts, il quale completò il percorso in 4h07'40", alla media di 44,964 km/h, precedendo il norvegese Rasmus Tiller e il connazionale Jasper De Buyst.
Sul traguardo di Overijse 68 ciclisti, dei 112 partenti, portarono a termine la competizione.

## Squadre e corridori partecipanti
| N.    | Cod. | Squadra                     |
| ----- | ---- | --------------------------- |
| 1-6   | ARK  | Team Arkéa-Samsic           |
| 11-17 | ADC  | Alpecin-Deceuninck          |
| 21-26 | COF  | Cofidis                     |
| 31-37 | ICW  | Intermarché-Circus-Wanty    |
| 41-47 | LTD  | Lotto Dstny                 |
| 51-57 | BWB  | Bingoal WB                  |
| 61-67 | BEB  | Bolton Equities Black Spoke |
| 71-77 | HPM  | Human Powered Health        |
| 81-86 | TFB  | Team Flanders-Baloise       |

| N.      | Cod. | Squadra                      |
| ------- | ---- | ---------------------------- |
| 91-96   | UXT  | Uno-X Pro Cycling Team       |
| 101-106 | BTL  | Baloise-Trek Lions           |
| 111-116 | JVD  | Jumbo-Visma Development Team |
| 121-127 | ABC  | Abloc CT                     |
| 131-137 | GDM  | Materiel-Velo.com            |
| 141-147 | TIS  | Tarteletto-Isorex            |
| 151-157 | TDT  | TDT-Unibet Cycling Team      |
| 161-167 | LKH  | Team Lotto-Kern Haus         |
| 171-177 | SVL  | Saris Rouvy Sauerland Team   |

## Ordine d'arrivo (Top 10)
| Pos. | Corridore          | Squadra | Tempo    |
| ---- | ------------------ | ------- | -------- |
| 1    | Victor Campenaerts | Lotto   | 4h07'40" |
| 2    | Rasmus Tiller      | Uno-X   | s.t.     |
| 3    | Jasper De Buyst    | Lotto   | a 6"     |
| 4    | Jenthe Biermans    | Arkéa   | s.t.     |
| 5    | Rory Townsend      | Bolton  | s.t.     |
| 6    | Pier-André Côté    | Human   | s.t.     |
| 7    | Lionel Taminiaux   | Alpecin | s.t.     |
| 8    | Dries De Bondt     | Alpecin | a 14"    |
| 9    | Timo Kielich       | Alpecin | a 16"    |
| 10   | Jordy Bouts        | TDT     | s.t.     |